# Hilarempis quadrifaria
Hilarempis quadrifaria är en tvåvingeart som beskrevs av Becker 1919. Hilarempis quadrifaria ingår i släktet Hilarempis och familjen dansflugor.
Artens utbredningsområde är Ecuador. Inga underarter finns listade i Catalogue of Life.